# Maria de França i de Merània
Maria de França i de Merània (v. 1198 - 1224) fou princesa del Regne de França. Fou la primera filla del tercer matrimoni del rei Felip II de França i Agnès de Merània. Fou germana, per part de pare, del futur rei Lluís VIII de França. Es casà l'1 d'agost de 1206 amb el comte Felip I de Namur. D'aquest matrimoni no tingueren fills. Durant la marxa del seu pare a la Quarta Croada Felip I de Namur es convertí en regent del comtat de Flandes i Hainault. El 24 d'abril de 1213 es casà, en segones núpcies, amb el duc Enric I de Brabant. D'aquest matrimoni nasqueren:
- la princesa Elisabet de Brabant (?-1272), casada el 1233 amb el comte Dietich de Cleves, senpur de Dinslaken, i el 1246 amb Gerard II de Wassenberg
- la princesa Maria de Brabant, morta jove